# يوم سمى
يوم سمى ويسمى كذلك يوم رهاط وهو يوم من أيام العرب في العصر الجاهلي قبل الإسلام وهو بين هذيل وبني سليم بن منصور في أرض تسمى سمى بالقرب من رهاط.

## خبر المعركة
قال الجمحي في خبر هذا اليوم فقال.
| يوم سمى | كان من حديث بني صاهلة بن كاهل انهم غزوا بنو سليم بن منصور وهم برهاط وسمىٍ فوجدوهم بمنطقة سمىٍ خمسين بيتاً من سليم وخرج رجال من بنو سليم يقعدون لحمر بأسفل الوادي الذين هم به. فبيتتهم بنو صاهلة فأباحت هذيل الدار وسمع رماة الحمر من بنو سليم أنيسا فقال كأن الدار قد وقع فيها عدوا ثم قال بعضهم لبعض حو حس الحمر واردة فغرهم ذلك. حتى قبيل الصبح وقد خرجت بنو صاهلة بالسبي من الليل فخرج كليب بن عهمه من بني ظفر بن الحارث بن بهثة سيد بني سليم يطلب القوم وقد فرغوا من اول الليل فأدركهم وهو يرتجز | يوم سمى |

ثم قال الأصمعي.
| يوم سمى | أغاروا - أي هذيل - على بني حبيب من بني ظفر فقتلوا أهل دارٍ منهم وسبوا نساءهم ثم انصرفوا فادركهم كليب بن عهمة السلمي | يوم سمى |

وكان كليب بن عهمة جمع من بني سليم عددا ولحق بالهذليين وهو يرتجز ويقول.
فسمعه رجل من هذيل وقعد له فرماه بسهم فقتل كليب بن عهمة السلمي فرجع القوم الذين أتوا مع كليب. وقال في ذلك عبد بن حبيب الهذلي منها.
وقالت شاعرة من بني سليم ترثي من قتل من قومها.